# Aurélia (gente)
A gente Aurélia foi uma família plebeia da Roma Antiga, que cresceu do terceiro século a.C para o último período do Império Romano. O primeiro da gente Aurélia a obter o consulado foi Caio Aurélio Cota em 252 a.C. Desde então até o fim da República, a família Aurélia forneceu muitos estadistas importantes, antes de entrar em um período relativamente sombrio sob o poder dos primeiros imperadores. Na última parte do primeiro século, uma família Aurélio ascendeu à proeminência, obtendo status patrício e, eventualmente, o próprio trono. Uma série de imperadores pertenceram a esta família, por nascimento ou adoção, incluindo Marco Aurélio e os membros da dinastia severa. 
Em 212, o Édito de Caracala (cujo nome completo era Marco Aurélio Antonino) concedeu cidadania romana a todos os habitantes livres do Império, o que resultou em vários cidadãos adotarem o nome gentílico Aurélio, em homenagem ao seu patrono, incluindo vários imperadores: sete dos onze imperadores entre Galieno e Diocleciano (Cláudio Gótico, Quintilo, Probo, Caro, Carino, Numeriano e Maximiano) carregavam o nome "Marco Aurélio". Tão ubíquo era o nome nos últimos séculos do Império que ele sofreu abreviação, como Aur., e tornou-se difícil diferenciar membros da gente Aurélia de outras pessoas que carregavam o mesmo nome.